# Boscombe
Boscombe – część miasta Bournemouth, nad kanałem La Manche, w Anglii, w hrabstwie ceremonialnym Dorset, w dystrykcie (unitary authority) Bournemouth, Christchurch and Poole. Leży 42 km na wschód od miasta Dorchester i 148 km na południowy zachód od Londynu.